# Christophe André
Christophe André (Montpellier, 12 de junio de 1956) es un psiquiatra y psicoterapeuta francés.

## Biografía
Aunque nació en Montpellier, Christophe André creció en Toulouse. Casado, es padre de tres hijas nacidas entre 1993 y 1998. Defendió su tesis de doctorado en Medicina en Toulouse en 1980. De 1992 a 2018, ejerció en el hospital Sainte-Anne de París, en el servicio Salud mental y terapia. Está especializado en Trastorno de ansiedad y depresión, y particularmente en la prevención de las recaídas. 
Encargado de curso de la Universidad de París X Nanterre, es autor de numerosos libros de psicología, de divulgación y de autoayuda.

## Premios
Su obra Imparfaits, libres et heureux fue galardonado con el premio Psycologies-Fnac 2007. Desde 2015, es colaborador en France Inter de la emisión de Ali Rebeihi.
También fue galardonado en 2016 con el premio Jean Bernard, de la Fundación para la Investigación Médica.

## Obras
- La peur des autres : trac, timidité et phobie sociale (avec Patrick Légeron), Paris, Éd. Odile Jacob, 1995 (3e éd., revue et corrigée, en 2000)
- Les thérapies cognitives, Paris, Morisset, 1995
- Chers patients : petit traité de communication à l'usage des médecins (avec François Lelord et Patrick Légeron), Levallois-Perret, Le Quotidien du médecin, 1996
- Dépression et psychothérapie, Neuilly-sur-Seine, Ardix médical & Paris, PIL, 1996
- Comment gérer les personnalités difficiles (avec François Lelord), Paris, Éd. Odile Jacob, 1996
- La timidité, Paris, Presses universitaires de France, 1997 (3e éd. mise à jour en 2011)
- Phobies et obsessions (ouvrage collectif), Vélizy, Doin, 1998
- La gestion du stress (avec Patrick Légeron et François Lelord), Neuilly-Plaisance, Bernet-Danilo, 1998
- Le stress (avec François Lelord et Patrick Légeron), Toulouse, Privat, 1998
- L'estime de soi : s'aimer pour mieux vivre avec les autres (avec François Lelord), Paris, Éd. Odile Jacob, 1999 (2e éd. en 2007)
- Les phobies, Paris, Flammarion, coll. « Dominos », 1999
- La force des émotions : amour, colère, joie (avec François Lelord), Paris, Éd. Odile Jacob, 2001
- Petites angoisses et grosses phobies (avec le dessinateur Muzo), Paris, Éd. du Seuil, 2002
- Vivre heureux : psychologie du bonheur, Paris, Éd. Odile Jacob, 2003
- Petits complexes et grosses déprimes (avec le dessinateur Muzo), Paris, Éd. du Seuil, 2004
- Psychologie de la peur : craintes, angoisses et phobies, Paris, Éd. Odile Jacob, 2004
- De l’art du bonheur : 25 leçons pour vivre heureux, Paris, L'Iconoclaste, 2006
- Imparfaits, libres et heureux : pratiques de l’estime de soi, Paris, Éd. Odile Jacob, 2006
- Petits pénibles et gros casse-pieds (avec le dessinateur Muzo), Paris, Éd. du Seuil, 2007
- Guide de psychologie de la vie quotidienne (ouvrage collectif), Paris, Éd. Odile Jacob, 2008
- Les états d’âme : un apprentissage de la sérénité, Paris, Éd. Odile Jacob, 2009
- Petites histoires d'estime de soi, Paris, Éd. Odile Jacob, 2009
- Secrets de psys : ce qu'il faut savoir pour aller bien (ouvrage collectif), Paris, Éd. O. Jacob, 2010
- Méditer, jour après jour : 25 leçons pour vivre en pleine conscience, Paris, L'Iconoclaste, 2011
- Psychologie positive : le bonheur dans tous ses états (avec Thomas d'Ansembourg, Isabelle Filliozat, etc.), Bernex-Genève, Jouvence Éd., 2011
- Sérénité : 25 histoires d'équilibre intérieur, Paris, Éd. Odile Jacob, 2012
- Conseils de psys : 100 réponses d'experts pour mieux vivre ses petits travers (ouvrage collectif), Paris, L'Express, 2012
- Et n'oublie pas d'être heureux : Abécédaire de psychologie positive. Paris, Ed. Odile Jacob, 2014, 399 OCLC 874055938
- Christophe André (2016). Trois amis en quête de sagesse (en francés). Paris: Éditions de L'Iconoclaste et Allary Éditions. p. 389. ISBN 979-10-95438-01-4.
- Christophe André (2017). Trois amis en quête de sagesse. Bien être (en francés). Paris: Éditions J'ai Lu. p. 478. ISBN 978-2-290-16652-9.
- Christophe André (11 janvier 2017). Trois minutes à méditer. IC.Méditation (en francés). Paris: Éditions de L'Iconoclaste. pp. accompagné d'un CD audio mp3 de 40 méditations, 231 |páginas= y |en= redundantes (ayuda). ISBN 979-10-95438-29-8.
- La Vie intérieure (en francés). Paris: L'Iconoclaste. 2018. p. 195. ISBN 979-10-95438-58-8.
- À nous la liberté, avec Matthieu Ricard et Alexandre Jollien, L'Iconoclaste-Allary Éditions, 2019
- Christophe André, Le temps de méditer, Paris, Éditions de L'Iconoclaste, 2019 ISBN 978-2-37880-079-6, OCLC 1108753604